# Liste der Monuments historiques in Le Barboux
Die Liste der Monuments historiques in Le Barboux führt die Monuments historiques in der französischen Gemeinde Le Barboux auf.

## Liste der Objekte
| Bezeichnung                   | Beschreibung | Standort                         | Kennzeichnung | Schutzstatus | Datum | Bild |
| ----------------------------- | --- | -------------------------------- | ------------- | ------------ | ----- | ---- |
| Glocke                        | Bronze, 1790 gegossen                                                                                               | in der Kirche St-Renobert (Lage) | PM25000088    | Classé       | 1942  |      |
| Hauptaltar                    | Altartisch und Retabel; Holz, farbig gefasst und vergoldet, 18. Jahrhundert                                         | in der Kirche St-Renobert (Lage) | PM25000089    | Classé       | 1954  |      |
| Vier Skulpturen               | Holz, farbig gefasst und vergoldet, 16. Jahrhundert                                                                 | in der Kirche St-Renobert (Lage) | PM25000090    | Classé       | 1954  |      |
| Wandvertäfelung des Chorraums | Holz, 18. Jahrhundert                                                                                               | in der Kirche St-Renobert (Lage) | PM25000091    | Classé       | 1954  |      |
| Maria-Rosenkranz-Altar        | rechter Seitenaltar; Retabel und Gemälde; Holz, farbig gefasst und vergoldet, Ölfarbe auf Leinwand, 18. Jahrhundert | in der Kirche St-Renobert (Lage) | PM25000092    | Classé       | 1954  |      |
| Marienaltar                   | linker Seitenaltar; Holz, farbig gefasst und vergoldet, 18. Jahrhundert                                             | in der Kirche St-Renobert (Lage) | PM25000093    | Classé       | 1954  |      |